# Stettmeister
Le stettmestre (en allemand : Stettmeister, littéralement « maître de la ville ») désigne la fonction et le titre porté par le premier magistrat ou régent de la ville impériale libre de Strasbourg à partir du XIIIe siècle jusqu'à la Révolution française de 1789.
Cette appellation se retrouve dans d'autres villes de la plaine d'Alsace comme à Colmar sous des formes équivalentes (Oberstmeister et Obristmeister, à savoir « maître supérieur », ou  bourgmestre, à savoir « maître des bourgeois »). Le terme prend différentes orthographes comme Stättmeister voire Städtmeister comme c'est le cas pour le régent du magistrat de la ville libre de Schwäbisch Hall  dans le sud du Saint-Empire romain germanique.

## Historique
Dans de nombreuses villes alsaciennes au Moyen Âge, les pouvoirs de l'empereur, de l'évêque, du seigneur ou de l'abbaye passèrent progressivement au patriciat urbain, puis aux bourgeois, au cours des XIIe et XIIIe siècles.
Ainsi à Strasbourg, les ministériaux du prince-évêque de la ville, à savoir le prévôt (Vogt), le burgrave et le Schultheiss (ce dernier assisté de douze échevins élus par les habitants) firent place au début du XIIIe siècle à un conseil de douze membres, présidé par un maître issu de son sein, qui reçut le titre de Stettmeister. Cette magistrature annuelle fut rapidement dédoublée, les deux Stettmeister se relayant chacun pour six mois, puis portée à quatre, chacun exerçant la régence pendant un trimestre. Le conseil exerça l'intégralité du pouvoir politique lorsque la ville se détacha de l'autorité de la principauté épiscopale de Strasbourg en 1262.
Jusqu'à la révolution urbaine de 1332 qui porta les bourgeois au pouvoir, la ville fut dominée par le patriciat. Deux grandes familles, les Zorn et les Müllenheim, se partagèrent les diverses fonctions et notamment celle de Stettmeister.
Les nouveaux statuts adoptés en 1334, tout en maintenant les quatre Stettmeister (tous nobles) à la tête de la cité, transférèrent l'essentiel  du pouvoir exécutif à un Ammeister annuel, issu de la bourgeoisie.
De 1529 à 1687, la ville étant devenue officiellement luthérienne, Stettmeister et Ammeister furent toujours des luthériens. Une lettre de Louis XIV du 5 avril 1687 introduisit en effet l'alternative à Strasbourg, mesure prenant effet aux élections du 15 mai 1687. Désormais chaque poste laissé vacant par un luthérien fut occupé par un catholique et alternativement. Cela entraîna des conversions rapides de certaines grandes familles. Mais jusqu'en 1790 les fonctions de Stettmeister et d’Ammeister furent partagées entre les deux confessions.

## Statut

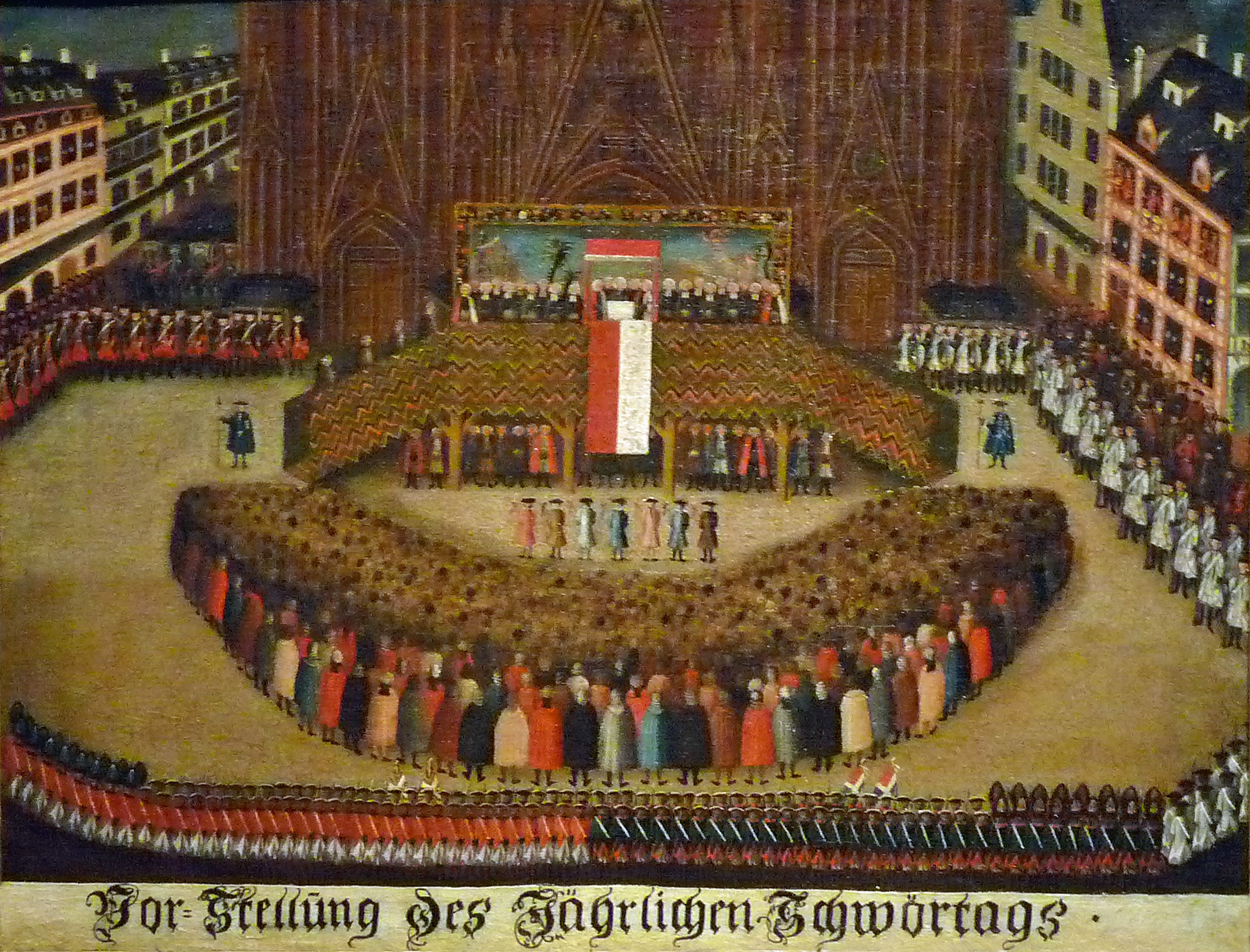
Cérémonie du Schwörtag vers 1785.
(Musée historique de Strasbourg)

À la veille de la Réforme la « république de Strasbourg » possédait une ou « charte de serment » (en allemand : Schwörbrief) ou constitution complexe, mais équilibrée, qui faisait l'admiration d'Erasme.
Quatre Stettmeister, élus pour un an par le Sénat parmi ses membres issus de la noblesse (un tiers de nobles pour deux tiers de bourgeois au Sénat) se relayaient à la régence de la ville tous les trois mois. Le Stettmeister régent représentait la « République », en particulier aux diètes d'Empire, présidait le Sénat, recueillait les votes, gardait les sceaux de la ville et signait les décrets et ordonnances précédés de la formule : « Nous, maîtres, sénat et commune de Strasbourg ». Le Stettmeister sortant présidait la prestation annuelle de serment à la constitution ou « jour du serment » (Schwörtag) en vue de consolider la communauté et l'unité des Strasbourgeois.
L'Ammestre, élu pour un an par le Sénat et choisi parmi ses membres bourgeois, était la deuxième tête du pouvoir exécutif. Il convoquait le Sénat, lui soumettait les affaires à traiter, dirigeait les débats et votait en premier.
Un sénat de 30, puis 56 membres, détenait l'essentiel du pouvoir. Trois conseils issus de son sein, le Conseil des Vingt-et-un, le Conseil des Quinze et le Conseil des Treize, se répartissaient les compétences.
Enfin trois cents échevins élus par les artisans et les commerçants, élisent les membres du sénat et assistent ce dernier pour les grandes décisions (passage de la ville à la Réforme en 1529 et capitulation de Strasbourg en 1681).

## Personnalités marquantes

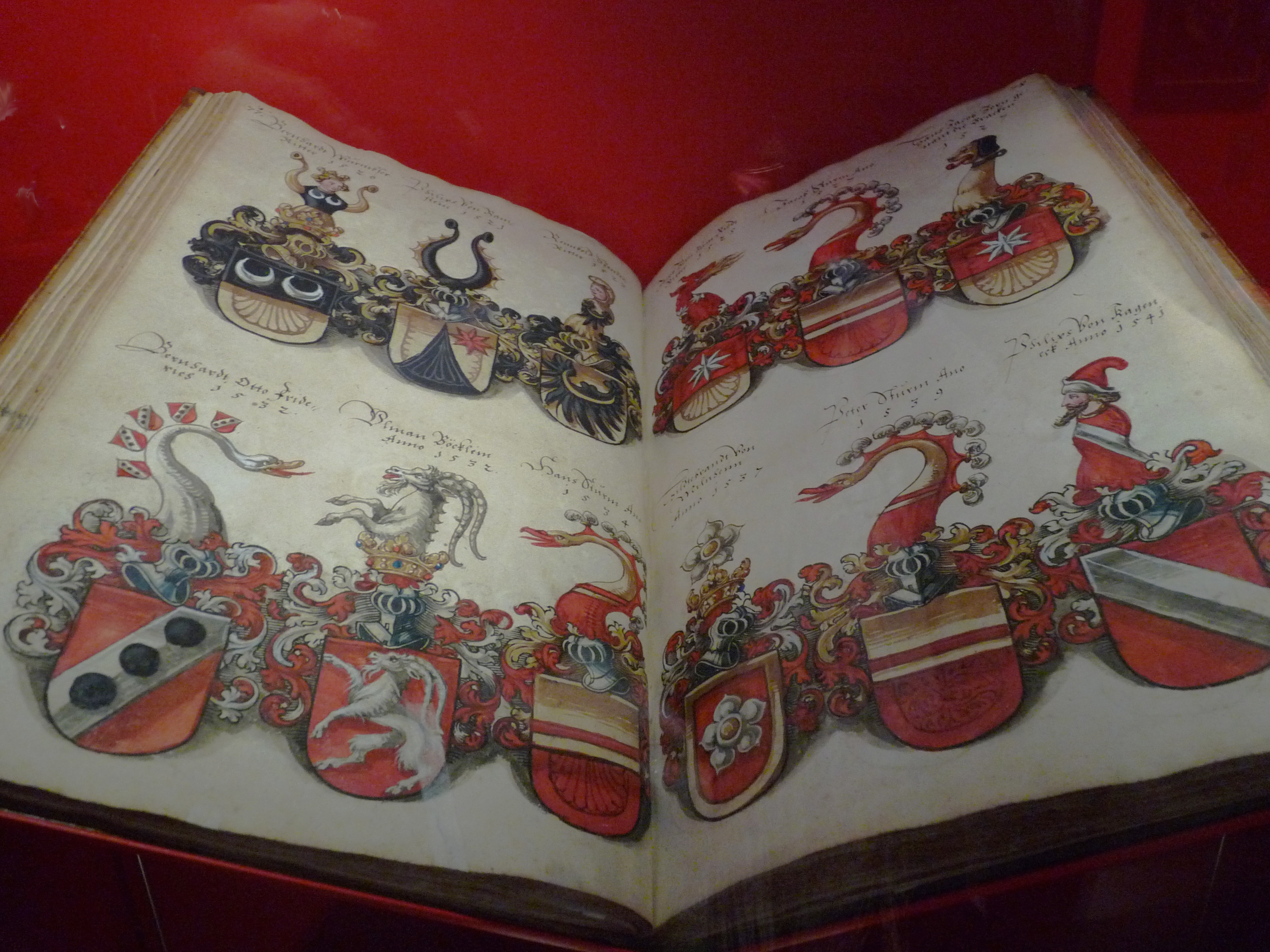
Armorial des Stettmeister et Ammeister de Strasbourg, attribué à Sebald Buheler pour la période puis complété par d'autres.
(Musée historique de Strasbourg)

- Jacques Sturm de Sturmeck (1489-1553) fut de loin le plus remarquable des Stettmestres de Strasbourg. Cinq Sturm avaient été revêtus  de cette dignité entre 1343 et 1482 et son oncle Jacques de 1584 à 1512.. Élève de Jean Geyler de Kaysersberg et de Jacques Wimpfeling, il étudia à partir de 1504 aux universités de Fribourg-en-Brisgau, de Paris et de Liège. En 1524 il entre au Sénat et en janvier 1527 est élu 240e Stettmeister. Il sera réélu plusieurs fois, exercera jusqu'en 1533, puis en 1536. Il a dès lors une influence prépondérante sur le Magistrat, joue un rôle très important dans l'adoption de la Réforme par la République de Strasbourg, représente la cité à la diète de Spire (1529) et à celle d'Augsbourg (1530), exerce quelque 91 ambassades et sera scholarque à partir de 1528, participant ainsi à la création de la Haute École, amorce du Gymnase et de l'Université luthérienne de Strasbourg.
- François-Joseph de Klinglin (1686-1753), de confession catholique, membre du Conseil souverain d'Alsace, fut élu Stettmeister en 1719. En 1725 il hérita de son père la fonction de préteur royal de la ville de Strasbourg. Il fut le constructeur de l'actuel hôtel préfectoral. Arrêté le 25 janvier 1752 pour malversations, il mourut l'année suivante à la Citadelle de Strasbourg, avant son procès.
- Charles Ferdinand Zorn de Bulach (1693-1759), de vieille souche catholique, fut Stettmeister de 1747 à 1759.
- François Antoine d'Andlau (1703-1787), également d'une grande famille catholique, brigadier des armées du roi, fut le 327e Stettmeister.
- François Samuel de Berkheim (1703-1787), membre d'une vieille famille luthérienne d'Alsace, maréchal de camp et colonel du régiment Royal-Allemand, fut le 335e Stettmeister de Strasbourg.
- Jean de Dietrich (1719-1795), appartenant à une famille d'origine huguenote de Lorraine, réfugiée à Strasbourg, d'abord Ammeister, devint Stettmeister après avoir été anobli par Louis XV en 1761 et titré baron du Saint-Empire par François 1er en 1762. Il fut le père de Philippe-Frédéric de Dietrich, premier maire de la ville de Strasbourg.
- François Louis Mattern Zorn de Bulach, d'une vieille famille catholique, fut Stettmeister presque sans interruption de 1775 à 1789.